# ارگ عباس خان شیبانی
ارگ عباس خان شیبانی مربوط به دوره قاجار است و در شهرستان خوسف، روستای ماژان واقع شده و این اثر در تاریخ ۲۵ اسفند ۱۳۸۰ با شمارهٔ ثبت ۵۱۳۸ به‌عنوان یکی از آثار ملی ایران به ثبت رسیده است.